# William Haley
William John Haley (1901-1987), est un journaliste britannique. Il fut rédacteur en chef puis directeur général de la BBC pendant de 1944 à 1952 puis rédacteur en chef du quotidien The Times jusqu'en 1966.

## Biographie
Né à Jersey, William Haley a commencé sa carrière comme journaliste puis rédacteur en chef du journal Manchester Evening News. En 1941, il préside l'Association des propriétaires de journaux britanniques, la "Newspaper Proprietors Association", qui regroupe la presse londonienne, lorsqu'elle celle-ci prend la décision de devenir actionnaire de la moitié du capital de l'agence Reuters, aux côtés de la Press Association
.
Il intègre la BBC en 1943, en pleine Seconde Guerre mondiale, et devient directeur général dès 1944. Il défend la mission de la radio, qui subit alors des critiques dans un discours où il déclare, devant la Commission royale d'enquête sur l'avancement des œuvres et des arts, que "tous ceux, hommes et femmes, qui se consacrent à la diffusion, doivent savoir résister à la pression exercée par des gens d'autant plus bruyants qu'ils savent moins ce dont ils parlent. Ils doivent agir selon le sentiment qu'ils ont de ce qui s'impose. S'ils s'écartent de cette voie, la conscience publique bien développée agira en qualité de régulateur et de guide". 
Après 1952, il est devenu rédacteur en chef du quotidien The Times et de l'Encyclopædia Britannica, le nouveau directeur général de la BBC, Sir Ian Jacob, confirmant la ligne d'indépendance éditoriale qu'il avait tracée.